# Leslie Brown (Fußballspieler)
Leslie G. Brown, auch Les Brown (* 27. November 1936; † 30. Januar 2021 in West Sussex) war ein englischer Fußballspieler.

## Karriere
Leslie Brown spielte für Dulwich Hamlet, für den Klub erzielte er in 227 Pflichtspiele 121 Tore. Er bestritt im März 1960 sein erstes Amateur-Länderspiel für England. Wenige Monate später wurde er für das Aufgebot der Olympischen Sommerspiele 1960 in Rom nominiert, wo er jedoch nicht zum Einsatz kam. 1961 folgte dann der Wechsel zum FC Wimbledon, für den er in 169 Pflichtspiele 89 Tore erzielte. Zur Saison wechselte Brown dann zu Guildford City in die Southern League, für das er 78 Liga- und Pokalspiele absolvierte und dabei 37 Tore erzielte. Drei davon schoss er in der ersten Runde des FA Cup 1967/68 gegen den FC Brentford. In der Sommerpause 1968 verließ er den Klub, um Spielertrainer bei Whyteleafe FC in der Surrey Senior League zu werden.
Nach seiner sportlichen Karriere verdiente Brown viel Geld mit dem Verkauf von Werbeflächen auf der Rückseite von Parktickets. Seine Tochter Karen Brown wurde Hockey-Nationalspielerin, die an drei Olympischen Spielen teilnahm und 1992 die Bronzemedaille gewann.